# Bhima
Bhima is een geslacht van vlinders van de familie spinners (Lasiocampidae).

## Soorten
- B. borneana Holloway, 1987
- B. eximia (Oberthür, 1881)
- B. idiota Graeser, 1888
- B. potanini (Alphéraky, 1895)
- B. rotundipennis De Joannis, 1930
- B. undulosa (Walker, 1855)